# Шевцов, Николай Михайлович (политик)
Председатель Законодательной думы Хабаровского края восьмого созыва
Дата и место рождения: 23 октября 1974 года, г. Усть-Каменогорск.
Образование: Тихоокеанский государственный университет (1997), ученая степень кандидата экономических наук (2002).
Основное место работы и занимаемая должность: Законодательная Дума Хабаровского края, председатель.
Член фракции Всероссийской политической партии «ЕДИНАЯ РОССИЯ» в Законодательной Думе Хабаровского края.
Классный чин федеральной гражданской службы: действительный государственный советник 3 класса.    

## Награды
- Благодарственное письмо Президента Российской Федерации;
- Благодарность Заместителя Руководителя Администрации Президента Российской Федерации;
- Благодарность Заместителя Председателя Правительства Российской Федерации - полномочного представителя Президента Российской Федерации в Дальневосточном федеральном округе;
- Благодарственное письмо Заместителя Председателя Правительства Российской Федерации - полномочного представителя Президента Российской Федерации в Дальневосточном федеральном округе.